# FC Eindhoven
El FC Eindhoven és un club de futbol neerlandès de la ciutat d'Eindhoven, a la regió Brabant del Nord. Actualment juga a l'Eerste Divisie dels Països Baixos (equivalent a la segona divisió espanyola), i és un dels dos equips professionals de la ciutat d'Eindhoven, juntament amb el PSV Eindhoven.
El FC Eindhoven juga els seus partits com a local al Jan Louwers Stadion, situat a la zona sud de la ciutat. Els colors oficials de l'equip són el blau i el blanc, fet pel qual són coneguts com els Blauw-Witten (Blau-i-blancs).

## Història
El club va ser fundat el 16 de novembre del 1909 com a EVV. Ja existia un altre equip a la ciutat, anomenat Randstad, però la seva popularitat i el creixement va fer que un parell de joves creguessin necessària la creació d'una nou equip. Així, van decidir fundar l'E.V.V. (Eindhovense Voetbal Vereniging). Els colors eren el blau i el blanc. L'E.V.V. va començar a jugar la Brabantse Voetbalbond, una lliga regional, però uns quants anys més tard va començar a jugar la NVB, la lliga nacional. El 1921, l'E.V.V. es va fusionar amb el Gestel, un equip local, i van canviar el nom pel de E.V.V. Eindhoven. A finals de la dècada de 1930 és quan l'Eindhoven assolirà els seus principals èxits; el 1937 aconseguirà guanyar la Copa KNVB, i el 1939 quedarà en primera posició de la Lliga de Primera Divisió de la Regió Sud. Aquest èxit permetrà a l'Eindhoven de disputar el títol de Campió dels Països Baixos amb equips com l'AFC Door Wilskracht Sterk, el NEC Nimega, l'Ajax d'Amsterdam i l'Achilles 1894. Finalment van acabar quarts.
El 1950, l'EVV Eindhoven va tenir el seu primer jugador convocat per la Selecció de futbol dels Països Baixos, en Noud van Melis. Frans Tebak i Dick Snoek seguirien els seus passos ben aviat. El 1954, l'Eindhoven seria l'últim equip en guanyar la Lliga neerlandesa de futbol abans de la seva conversió a la lliga de futbol professional. Després d'això, el club va jugar a l'Eredivisie fins al 1957, quan l'Eindhoven va ser relegat a l'Eerste Divisie. El 1969 van baixar a la Tweede Divisie. Dos anys més tard, això no obstant, van aconseguir retornar a l'Eerste Divisie, i el 1975 l'Eindhoven va pujar a l'Eredivisie. El 1977 tornaria a baixar a l'Erste Divisie, on s'ha mantingut des de llavors. El 1997 l'EVV Eindhoven va abandonar el futbol professional per convertir-se en un equip amateur. Es va fundar un nou equip professional, el SBV Eindhoven (Stichting Betaald Voetbal Eindhoven), que l'any 2002 canviaria el seu nom per FC Eindhoven.
La temporada 2009-10 el FC Eindhoven es va classificar per jugar els play-offs d'ascens a l'Eredivisie. Tot i així, al final va ser eliminat i es va mantenir a l'Eerste Divisie.
El principal rival del FC Eindhoven és el seu veí, el PSV Eindhoven, contra els quals juguen el Lichtstad Derby ("Derbi de la Ciutat de la Llum"). Actualment, el FC Eindhoven està molt per sota del PSV, però durant el període comprès entre 1930 i 1955 havia estat un equip tan gran com el PSV. El 2004 el FC Eindhoven i el PSV van signar un acord per facilitar el traspàs de joves promeses entre els dos equips. El 2012 Ernest Faber va abandonar com a entrenador del FC Eindhoven per unir-se al PSV com a assistent de Dick Advocaat.
Actualment el principal rival és el Helmond Sport.

## Palmarès
- Lliga neerlandesa de futbol:[4]
  - 1954
- Copa neerlandesa de futbol:[5]
  - 1937